# Aldea de San Miguel
Aldea de San Miguel là một đô thị ở tỉnh Valladolid, Castile và León, Tây Ban Nha. Theo điều tra dân số năm 2004 của (INE), đô thị này có dân số 212 người. Aldea de San Miguel nằm cách tỉnh lỵ Valladolid 28 km, nằm ở độ cao 740 m. Đô thị này có diện tích 19,93 km2. Mã số bưu chính là 47160, số điện thoại bắt đầu bằng số 983.